# Stan Anslow
Stanley Thomas "Stan" Anslow (5 tháng 5 năm 1931 ở Hackney – tháng 4 năm 2017) là một cầu thủ bóng đá người Anh thi đấu cho Millwall tại Football League. Anslow thi đấu ở vị trí hậu vệ cánh.
Anslow mất tháng 4 năm 2017, thọ 85 tuổi.